# بريتاما أرينا
بريتاما أرينا (بالإندونيسية: Arena BritAma) يعرف أيضًا باسم كيلابا قادينغ سبورت مال أو مهاكا سكزير. هي ساحة رياضية داخلية تقع في منطقة كيلابا قادينغ في شمال جاكرتا إندونيسيا.
تستضيف الساحة ألعاب كرة السلة لأكبر فريق كرة سلة في إندونيسيا وهو ساتيريا مودا بريتاما في دوري كرة السلة الإندونيسي ورابطة الآسيان لكرة السلة، كما تعد الصالة مكانًا لبعض الأحداث الرياضية والتجارية في منطقة شمال جاكرتا. استضافت الساحة المباراة الثالثة من نهائيات الآسيان عام 2010، وكانت مكانًا لبطولة كرة السلة لجنوب شرق آسيا 2011، وكذلك أول معرض سنوي للرياضة الإلكترونية في دورة الألعاب الآسيوية 2018.
نظرًا لأن بنك راكيات إندونيسيا من خلال علامته التجارية تابونغان بريتاما، يعد الراعي الرئيسي لما كان يُعرف باسم فريق ساتيريا مودا ماهاكا جاكرتا، فإنه يتمتع أيضًا بحقوق تسمية الموقع، لذلك يسمى الملعب ببريتاما أرينا.